# Мери (кратер)
Мери (лат. Meri) — ударный кратер на поверхности Гипериона, спутника Сатурна. Примерные координаты центра — 3° с. ш. 171° з. д. / 3° с. ш. 171° з. д.. Находится внутри намного более крупного безымянного кратера, диаметр которого составляет 122 км (при том, что средний размер самого Гипериона составляет 288 км), а глубина порядка 10 км. Кратер Мери был обнаружен на снимках космического аппарата «Вояджер-2» в 1981 году, а в дальнейшем его снял в более высоком разрешении аппарат «Кассини».

## Эпоним
Кратер назван в честь Мери — олицетворения Солнца, героя мифов бороро — индейского племени в Восточной Бразилии. Это название было утверждено Международным астрономическим союзом в 1982 году.

Пролёт «Кассини»  над поверхностью Гипериона, в том числе над кратером Мери